# غابة الأقزام (رواية)
غابة الأقزام (بالإسبانية: El bosque de los pigmeos)‏، (بالإنجليزية: Forest of the Pygmies)‏
 هي إحدى روايات الروائية التشيلية إيزابيل الليندي وهي من روايات أدب الأطفال.

## نبذة قصيرة
هذه الرواية هي الجزء الثالث والأخير من ثلاثية النسر والفهد للكاتبة ايزابيل الليندي وهي تجمع بين المغامرة والإثارة والخيال. وفي هذا الجزء يذهب بطل الرواية مع جدته وصديقته في رحلة إلى أدغال إفريقيا حيث يلتقون بقبيلة من الأقزام تتعرض للظلم والاضطهاد من حاكم مستغل، ويدخل هو وصديقته في صراع لتحرير الأقزام من سطوة هذا الحاكم.